# Grand Prix automobile de Bahreïn 2004
GP précédent GP suivant
Le Grand Prix automobile de Bahreïn 2004 (2004 Gulf Air Bahrain Grand Prix), disputé sur le circuit international de Sakhir le 4 avril 2004, est la 716e épreuve de l'histoire du championnat du monde de Formule 1 courue depuis 1950 et la troisième manche du championnat 2004.
La course s'est disputée sur 57 tours du circuit de 5,417 km, soit une distance totale de 308,769 km.

## Classement
| Pos  | N° | Pilote               | Écurie           | Tours | Temps/Abandon                      | Grille | Points |
| ---- | -- | -------------------- | ---------------- | ----- | ---------------------------------- | ------ | ------ |
| 1    | 1  | Michael Schumacher   | Ferrari          | 57    | 1 h 28 min 34 s 875 (209,143 km/h) | 1      | 10     |
| 2    | 2  | Rubens Barrichello   | Ferrari          | 57    | + 1 s 367                          | 2      | 8      |
| 3    | 9  | Jenson Button        | BAR-Honda        | 57    | + 26 s 687                         | 6      | 6      |
| 4    | 7  | Jarno Trulli         | Renault          | 57    | + 32 s 214                         | 7      | 5      |
| 5    | 10 | Takuma Satō          | BAR-Honda        | 57    | + 52 s 460                         | 5      | 4      |
| 6    | 8  | Fernando Alonso      | Renault          | 57    | + 53 s 156                         | 16     | 3      |
| 7    | 4  | Ralf Schumacher      | Williams-BMW     | 57    | + 58 s 155                         | 4      | 2      |
| 8    | 14 | Mark Webber          | Jaguar-Cosworth  | 56    | + 1 tour                           | 14     | 1      |
| 9    | 17 | Olivier Panis        | Toyota           | 56    | + 1 tour                           | 8      |        |
| 10   | 16 | Cristiano da Matta   | Toyota           | 56    | + 1 tour                           | 9      |        |
| 11   | 11 | Giancarlo Fisichella | Sauber-Petronas  | 56    | + 1 tour                           | 11     |        |
| 12   | 12 | Felipe Massa         | Sauber-Petronas  | 56    | + 1 tour                           | 13     |        |
| 13   | 3  | Juan Pablo Montoya   | Williams-BMW     | 56    | + 1 tour                           | 3      |        |
| 14   | 15 | Christian Klien      | Jaguar-Cosworth  | 56    | + 1 tour                           | 12     |        |
| 15   | 18 | Nick Heidfeld        | Jordan-Ford      | 56    | + 1 tour                           | 18     |        |
| 16   | 19 | Giorgio Pantano      | Jordan-Ford      | 55    | + 2 tours                          | 15     |        |
| 17   | 20 | Gianmaria Bruni      | Minardi-Cosworth | 52    | + 5 tours                          | 17     |        |
| Abd. | 5  | David Coulthard      | McLaren-Mercedes | 50    | Pneumatique                        | 10     |        |
| Abd. | 21 | Zsolt Baumgartner    | Minardi-Cosworth | 44    | Moteur                             | 20     |        |
| Abd. | 6  | Kimi Räikkönen       | McLaren-Mercedes | 7     | Moteur                             | 19     |        |

## Pole position et record du tour
- Pole position : Michael Schumacher en 1 min 30 s 159
- Meilleur tour en course : Michael Schumacher en 1 min 30 s 252

## Tours en tête
- Michael Schumacher (Ferrari) : 50 / 1-9 / 12-24 / 28-41 / 44-57
- Rubens Barrichello (Ferrari) : 6 / 10e / 25-27 / 42-43
- Jenson Button (BAR-Honda) : 1 / 11e

## Statistiques
- 73e victoire pour Michael Schumacher.
- 170e victoire pour Ferrari en tant que constructeur.
- 170e victoire pour Ferrari en tant que motoriste.